# دراغوليوب فوكوتيتش
دراغوليوب فوكوتيتش هو ناشط عالمي للصم ورئيس سابق للاتحاد العالمي للصم ، وُلد 18 في أريلييه ، صربيا وتوفي على 21 في تريستا ، إيطاليا.

## سيرته
دراغوليوب فوكوتيتش أصبح يتيما في سن السابعة، وأصيب بالصمم في سن العاشرة بسبب مرض التهاب السحايا. هو رئيس اتحاد الصم وضعاف السمع في يوغوسلافيا (؟ - ). تم انتخابه رئيسًا للاتحاد العالمي للصم في 25 أغسطس 1955 وحصل على 21 صوتًا مقابل 17 صوتًا لصالح فيتوريو إيرالا وشغل المنصب لمدة 28 عامًا. في المؤتمر العالمي التاسع في باليرمو ، 28 يونيو - 6 يوليو، 1983، أعلن دراغوليوب فوكوتيتش رغبته في التقاعد كرئيس الاتحاد العالمي للصم وانتخب يركر أندرسون خليفة بدراغوليوب فوكوتيتش.

## رحلته في الحياة السياسية
- رئيس الاتحاد العالمي للصم : 1955-1983
- اتحاد الصم وضعاف السمع في يوغوسلافيا :؟ -

## جوائز وتكريمات
- ميدالية الشرف البرونزية من الديفلمبياد في عام 1957 [4]
- الميدالية الذهبية الشرف من الديفلمبياد في عام 1969 [4]
- دبلومات شرف جامعة جالوديت [5] عام 1969
- جائزة إدوارد مينر جالوديت من جامعة جالوديت في عام 1975 [6]

### روابط خارجية
- (بالإنجليزية) الموقع الرسمي للاتحاد العالمي للصم